# Тог лепог дана
Тог лепог дана (Tistega lepega dne) је југословенски и словеначки филм први пут приказан 5. октобра 1962. године. Режирао га је Франце Штиглиц а сценарио су написали Андреј Хиенг, Цирил Космач и Франце Штиглиц.

## Улоге
| Глумац          | Улога                     |
| --------------- | ------------------------- |
| Берт Сотлар     | Стефуч                    |
| Душа Почкај     | Хедвика                   |
| Арнолд Товорник | Мој Језус                 |
| Јоже Зупан      |                           |
| Ангелца Хлебце  | Пецанка                   |
| Лојзе Потокар   | Падар                     |
| Лојзе Розман    | Лудвик                    |
| Силва Данилова  | Јера                      |
| Карел Погорелец | Пецан                     |
| Славко Стрнад   | Занут                     |
| Макс Бајц       |                           |
| Франц Пресетник | Месар                     |
| Метка Бучар     | Дебела трачерка           |
| Златко Шугман   | Јереб                     |
| Тоне Хомар      | Модест                    |
| Стане Потиск    | Нанде (као Станко Потиск) |

Остале улоге  ▼
| Глумац           | Улога            |
| ---------------- | ---------------- |
| Антон Петје      | Маресало         |
| Александер Валич | Плескар          |
| Марија Семе      | Жана             |
| Маја Шугман      | Матилда          |
| Тоња Понебшек    | Љубазна трачерка |
| Татјана Гостиса  | Мршава трачерка  |
| Данило Бенедичич | Финансијер       |
| Бинца Горјуп     | Грапарица        |
| Верица Пантић    | Куварица         |
| Олга Подржај     |                  |
| Миленца Поводен  |                  |
| Клара Јанковић   |                  |
| Берта Мулалич    |                  |